# ۳۳۳ (میلادی)
۳۳۳ (میلادی) سیصد و سی و سومین سال تقویم میلادی است.

## مناسبت‌ها
JE MA PELLE AMIRA J4ABIT 0 ALGIE J4AI 15 J4AI UNE PUSE DE NADJMA

## درگذشتگان
‎